# Кантон Шафхаузен
Кантон Шафхаузен (скраћеница SH) је кантон у северном делу Швајцарске. Главни град и највеће насеље кантона је истоимени град Шафхаузен.

## Природне одлике
Кантон Шафхаузен се налази западно од Боденског језера. Скоро у потпуности је окружен подручјем Немачке и представља „џеп“ швајцарског подручја са десне стране реке Рајне. Рајна и граница према остатку државе, односно ка кантонима Цирихом и Тургауом. Кантон се састоји из 3 неповезана дела, а окружује и једну немачку енклаву (Бисинген на Хохрајни). Већи део површине кантона је благо заталасан, па је погодан за пољопривреду. Ту су и највећи водопади Европе, на реци Рајни, тзв. Падови на Рајни. Највиши врх је на 912 метара. Површина кантона је 298 km².

## Историја
Подручје данашњег кантона Шафхаузен је потпало под власт власти из града Шафхаузена у времену од 14. до 16. века. У то време врховни господари били су Хабзбурговци. 1501. г. ова средњовековна држава се придружила Швајцарској конфедерацији.

## Становништво и насеља
Кантон Шафхаузен је имао 75.303 становника 2008. г.
У кантону Шафхаузен се говори немачки језик, који је и једини званични. Становништво је углавном протестантско (50%) са значајном римокатоличком мањином (24%).
Највећа насеља су:
- Шафхаузен, 35.000 ст. - главни град кантона
- Нојхаузен на Падовима Рајне, 10.000 становника.
- Тејнген, 5.000 становника.

## Привреда
Привреда кантона је усмерена ка суседном Цириху. Кантон Шафхаузен се налази у његовој приградској зони. Индустрија је махом окренута прецизним вештинама (израда часовника и накита), као и производњи пива и цемента.

## Галерија слика
- Шафхаузен, главни град кантона
- Долина Рајне код Шафхаузена
- Падови Рајне
- Брдски део кантона